# Арнолд от Любек
Арнолд фон Любек (на немски: Arnold of Lübeck; * 1150; † 1211 или 1214) е средновековен хронист и бенедиктински монах. Църковното си образование получава в манастира Св. Егидиус в Брауншвайг. От 1177 година е абат на манастира Св. Йоан в Любек.
Арнолд фон Любек написва продължение на Хроника Славорум, създадена по-рано от Хелмолд фон Бозов. Неговата версия е известна под името Арнолди Хроника Славорум (Arnoldi Chronica Slavorum). В нея е застъпен периода от 1171 bis 1209 и обхваща събития на територията на Холщайн, Мекленбург, Померания, Бранденбург. Централна теми в хрониката са Хайнрих Лъв, кръстоносните походи на Хайнрих VI, Ото IV и Фридрих I Барбароса.